# 正当防衛 (1995年のテレビドラマ)
「正当防衛」（せいとうぼうえい）は1995年10月3日、日本テレビ系列の「火曜サスペンス劇場」枠（21:33 - 23:24）にて放映されたテレビドラマ。主演は若尾文子。

## キャスト
太字の人物は、単独クレジットになっている俳優である。
白瀬五十鈴：若尾文子
本木辰也：松村雄基
本木晴美：香坂みゆき
南雲課長：北村総一朗
寺沢刑事：河原さぶ
白瀬志郎：中丸新将
本木時枝：柳川慶子
梅沢キクエ：水城蘭子
田代順子：谷口香
明日香尚
ただのあっ子
真藤厚：奥野匡
斉藤暁
松村彦次郎
田村元治
武川修三
沼尻敬子
神保繁：長門裕之
松本刑事：須永慶
木内巡査：石田英樹
五十嵐美恵子
二瓶鮫一
坂本訓子
佐藤弘
朴璐美
山中篤
横田砂選
佐古朝吉：山田吾一
薬師寺順
国府直哉
石原辰巳
仮屋ルリ子
西田静志郎
藤貴子
伊藤幸純
朝倉英利也（子役）
中川久美（福島中央テレビ）
トライアルプロダクション
東京宝映
テアトルアカデミー

## スタッフ
- 制作：日本テレビ
- 監督：南部英夫
- 企画：長富忠裕
- プロデューサー：野末和夫、宮城二郎、山本厚（千里）
- 原作：土屋隆夫
- 脚本：佐藤茂
- 音楽：丸谷晴彦
- 撮影：満井担彦（J.S.C.）
- 照明：松川直弘
- 録音：谷古隆
- 調整：渡部福
- 効果：内倉厳
- VTR編集：板橋昭夫
- MA：内藤真臣
- スクリプター：山内薫
- 美術：滋野清美
- 助監督：初山恭洋
- 撮影助手：中坊武文
- 照明助手：目時威邦
- 録音助手：佐藤一憲
- 美術助手：山崎千鶴
- 装飾：青木茂
- 化粧：西村慶子
- 衣裳：青木茂
- スタイリスト：市原みちよ
- 制作主任：佐々木孝裕
- 法律監修：鈴木利廣
- 方言指導：五十嵐京子
- 資料提供：広岡敬一、毎日新聞社
- 技術協力：テレトップ、アイタイム
- 衣裳協力：岡巳株式会社、中野ブロードウェイ成木屋ヘルガ、十仁プラザ、IKUKO、HIGH PICTH
- 撮影協力：会津東山温泉「庄助の宿 瀧の湯」、会津酒造歴史館、東京スクールオブビジネス、ツカサキッズ、IDO、福島中央テレビ
- スチール：勝村勲
- 広報担当：難波佐保子
- 制作担当：秋元浩之
- テーマ曲：「Day by day」唄：沢田知可子（Wea JAPAN）
- 音楽協力：日本テレビ音楽
- 製作・著作：千里